# سیارک ۱۰۵۹۱
سیارک ۱۰۵۹۱ (به انگلیسی: 10591 Caverni، نامگذاری:1996PD3) ده هزار و پانصد و نود و یکمین سیارک کشف شده‌است که در ۱۳ اوت ۱۹۹۶ کشف شد.
قدر مطلق سیارک برابر ۱۴٫۱۰ است.